# Guaibim
Guaibim é um distrito do município brasileiro de Valença, no litoral do estado da Bahia. Segundo o censo demográfico de 2022, realizado pelo Instituto Brasileiro de Geografia e Estatística (IBGE), sua população era de 2 743 habitantes e havia 1 041 domicílios particulares permanentes ocupados. Foi criado em 1999.
De acordo com o IBGE, em 2010 a população era de 2 363 habitantes e havia 1 939 domicílios particulares.